# Roztoki (województwo lubuskie)
Roztoki – wieś w Polsce położona w województwie lubuskim, w powiecie żarskim, w gminie Jasień.
W latach 1975–1998 miejscowość położona była w województwie zielonogórskim.